# Педиеос
Педиеос (Педьяс) — река на острове Кипр, является самой длинной рекой острова.
Берёт своё начало в горах Троодос неподалёку от монастыря Махера, течёт на северо-восток к столице острова городу Никосия. Далее течёт на восток по территории частично признанной Турецкой Республики Северного Кипра. Впадает в залив Фамагуста недалеко от древнегреческого города Саламин.
Река имеет общую длину около 100 км. На протяжении 18 км берег реки в районе Никосии был превращён в пешеходную набережную. Вдоль реки сконструированы две дамбы, крупнейшая — в Tamassos, построенная в 2002 году.